# مسابقات ورزش‌های آبی اروپا
مسابقات ورزش‌های آبی اروپا (به انگلیسی: LEN European Aquatics Championships) یک رویداد ورزشی است که در رشته‌های شنا، شیرجه، شنای موزون و شنا در آب‌های آزاد برگزار می‌شود.

## میزبان‌ها
| سال  | شهر            | کشور                             | تاریخ              |
| ---- | -------------- | -------------------------------- | ------------------ |
| ۱۹۲۶ | بوداپست        | مجارستان                         | ۱۸–۲۲ اوت          |
| ۱۹۲۷ | بولونیا        | ایتالیا                          | ۳۱ آگوست–۴ سپتامبر |
| ۱۹۳۱ | پاریس          | فرانسه                           | ۲۳–۳۰ اوت          |
| ۱۹۳۴ | ماگدبورگ       | آلمان                            | ۱۲–۱۹ اوت          |
| ۱۹۳۸ | لندن           | بریتانیا                         | ۶–۱۳ اوت           |
| ۱۹۴۷ | مونت‌کارلو      | موناکو                           | ۱۰–۱۴ سپتامبر      |
| ۱۹۵۰ | وین            | اتریش                            | ۲۰–۲۷ اوت          |
| ۱۹۵۴ | تورین          | ایتالیا                          | ۳۱ آگوست–۵ سپتامبر |
| ۱۹۵۸ | بوداپست        | مجارستان                         | ۳۱ آگوست–۶ سپتامبر |
| ۱۹۶۲ | لایپزیگ        | آلمان شرقی                       | ۱۸–۲۵ اوت          |
| ۱۹۶۶ | اوترخت         | هلند                             | ۲۰–۲۷ اوت          |
| ۱۹۷۰ | بارسلون        | اسپانیا                          | ۵–۱۳ سپتامبر       |
| ۱۹۷۴ | آمستردام وین   | هلند · اتریش                     | ۱۸–۲۵ اوت          |
| ۱۹۷۷ | یونشوپینگ      | سوئد                             | ۱۴–۲۱ اوت          |
| ۱۹۸۱ | اسپلیت         | جمهوری فدرال سوسیالیستی یوگسلاوی | ۴–۱۲ سپتامبر       |
| ۱۹۸۳ | رم             | ایتالیا                          | ۲۲–۲۷ اوت          |
| ۱۹۸۵ | اسلو صوفیه     | نروژ · بلغارستان                 | ۴–۱۱ اوت           |
| ۱۹۸۷ | استراسبورگ     | فرانسه                           | ۱۶–۲۳ اوت          |
| ۱۹۸۹ | بن             | آلمان غربی                       | ۱۵–۲۰ اوت          |
| ۱۹۹۱ | آتن            | یونان                            | ۱۸–۲۵ اوت          |
| ۱۹۹۳ | شفیلد          | بریتانیا                         | ۳–۸ اوت            |
| ۱۹۹۵ | وین            | اتریش                            | ۲۲–۲۷ اوت          |
| ۱۹۹۷ | سبیا           | اسپانیا                          | ۱۹–۲۴ اوت          |
| ۱۹۹۹ | استانبول       | ترکیه                            | ۲۶ ژوئیه–۱ اوت     |
| ۲۰۰۰ | هلسینکی        | فنلاند                           | ۳–۹ ژوئیه          |
| ۲۰۰۲ | برلین          | آلمان                            | ۲۹ ژوئیه–۴ اوت     |
| ۲۰۰۴ | مادرید         | اسپانیا                          | ۵–۱۶ مه            |
| ۲۰۰۶ | بوداپست        | مجارستان                         | ۲۶ ژوئیه–۶ اوت     |
| ۲۰۰۸ | آیندهوون       | هلند                             | ۱۳–۲۴ مارس         |
| ۲۰۱۰ | بوداپست        | مجارستان                         | ۴–۱۵ اوت           |
| ۲۰۱۲ | دبرسن آیندهوون | مجارستان · هلند                  | ۱۵–۲۷ مه           |
| ۲۰۱۴ | برلین          | آلمان                            |                    |

## جدول مدال‌ها (۱۹۲۶–۲۰۱۲)
| رتبه  | کشورها                           | طلا  | نقره | برنز | مجموع |
| ۱     | آلمان                            | ۱۴۸  | ۱۳۹  | ۱۰۲  | ۳۸۹   |
| ۲     | آلمان شرقی                       | ۱۴۳  | ۱۱۶  | ۶۸   | ۳۲۷   |
| ۳     | روسیه                            | ۱۳۶  | ۸۲   | ۵۶   | ۲۷۴   |
| ۴     | اتحاد جماهیر شوروی               | ۹۷   | ۸۷   | ۸۰   | ۲۶۴   |
| ۵     | مجارستان                         | ۹۱   | ۸۱   | ۵۷   | ۲۲۹   |
| ۶     | فرانسه                           | ۷۲   | ۷۹   | ۶۷   | ۲۱۸   |
| ۷     | ایتالیا                          | ۶۸   | ۸۳   | ۱۱۴  | ۲۶۵   |
| ۸     | هلند                             | ۶۴   | ۷۸   | ۷۶   | ۲۱۸   |
| ۹     | بریتانیای کبیر                   | ۵۳   | ۶۳   | ۸۹   | ۲۰۵   |
| ۱۰    | سوئد                             | ۵۱   | ۶۸   | ۶۲   | ۱۸۱   |
| ۱۱    | آلمان غربی                       | ۴۱   | ۳۳   | ۴۹   | ۱۲۳   |
| ۱۲    | اوکراین                          | ۳۸   | ۴۰   | ۴۹   | ۱۲۷   |
| ۱۳    | اسپانیا                          | ۲۷   | ۴۰   | ۳۴   | ۱۰۱   |
| ۱۴    | دانمارک                          | ۲۱   | ۱۲   | ۲۷   | ۶۰    |
| ۱۵    | لهستان                           | ۱۶   | ۱۳   | ۱۹   | ۴۸    |
| ۱۶    | اتریش                            | ۱۲   | ۱۶   | ۱۶   | ۴۴    |
| ۱۷    | فنلاند                           | ۱۲   | ۶    | ۸    | ۲۶    |
| ۱۸    | رومانی                           | ۸    | ۲۳   | ۳۲   | ۶۳    |
| ۱۹    | نروژ                             | ۶    | ۶    | ۵    | ۱۷    |
| ۲۰    | بلژیک                            | ۵    | ۵    | ۱۳   | ۲۳    |
| ۲۱    | بلاروس                           | ۴    | ۷    | ۱۴   | ۲۵    |
| ۲۲    | جمهوری ایرلند                    | ۴    | ۶    | ۰    | ۱۰    |
| ۲۳    | اسلواکی                          | ۳    | ۱۰   | ۲    | ۱۵    |
| ۲۴    | یونان                            | ۳    | ۵    | ۱۷   | ۲۵    |
| ۲۵    | سوئیس                            | ۳    | ۵    | ۱۵   | ۱۹    |
| ۲۶    | جمهوری چک                        | ۳    | ۱    | ۱۵   | ۱۹    |
| ۲۷    | جمهوری فدرال سوسیالیستی یوگسلاوی | ۲    | ۱۴   | ۱۳   | ۲۹    |
| ۲۸    | کرواسی                           | ۲    | ۷    | ۶    | ۱۵    |
| ۲۹    | چکسلواکی                         | ۲    | ۴    | ۱۱   | ۱۷    |
| ۳۰    | اسلوونی                          | ۲    | ۴    | ۷    | ۱۳    |
| ۳۱    | بلغارستان                        | ۲    | ۳    | ۹    | ۱۴    |
| ۳۲    | صربستان                          | ۲    | ۰    | ۰    | ۲     |
| ۳۳    | اسرائیل                          | ۱    | ۲    | ۸    | ۱۱    |
| ۳۴    | لیتوانی                          | ۰    | ۲    | ۲    | ۴     |
| ۳۵    | استونی                           | ۰    | ۱    | ۰    | ۱     |
| ۳۵    | جزایر فارو                       | ۰    | ۱    | ۰    | ۱     |
| ۳۵    | جمهوری فدرال یوگسلاوی            | ۰    | ۱    | ۰    | ۱     |
| ۳۵    | پرتغال                           | ۰    | ۱    | ۰    | ۱     |
| ۳۹    | ترکیه                            | ۰    | ۰    | ۱    | ۱     |
| مجموع | مجموع                            | ۱۱۴۲ | ۱۱۴۴ | ۱۱۴۳ | ۳۴۲۹  |